# Ignacio Sánchez Navarro
Ignacio Sánchez Navarro (Caravaca de la Cruz, Murcia, 1964) is een Spaans componist, muziekpedagoog en dirigent.

## Levensloop
Sánchez Navarro leerde als klein jongetje Es-klarinet bij Antonio Martínez Nevado, die dirigent was van de Banda de Música de la Agrupación Musical de Caravaca de la Cruz. Op 18-jarige leeftijd werd hij ingelijfd in het Cuerpo de Músicas Militares del Ejercito de Tierra en hij was gedurende vier jaren in Algeciras en Granada. Hij studeerde aan het Conservatorio Superior de Música de Málaga en aan het Conservatorio Superior de Música "Manuel Massotti Littel" te Murcia klarinet bij José Miguel Rodilla, harmonie, contrapunt en fuga bij Maria Dolores Aguilar, compositie bij Manuel Seco, instrumentatie en orkestdirectie bij Benito Lauret en José Luis López Garcia. Een bepaalde tijd was hij assistent van Katalin Szekeley, David Cuevas en Luis Yuste.
In 1986 werd hij dirigent van de Banda de Música de la Agrupación Musical de Caravaca de la Cruz en was ter gelijkertijd leraar voor klarinet en harmonie aan de Escuela Municipal de Música de la Caravaca de la Cruz. Van 1992 tot 1998 was hij professor voor harmonie aan het Conservatorio Superior de Música "Manuel Massotti Littel" te Murcia en aan het Conservatorio Profesional de Música de Cartagena. Vanaf 1998 is hij lid van het Cuerpo de Profesores de Música y Artes Escénicas de la Xunta de Galicia en tegenwoordig is hij professor voor compositie aan het Conservatorio Profesional de Música "Tomás de Torrejón y Velasco" te Albacete.
Sánchez Navarro schreef werken voor piano, kamermuziek, orkest en banda (harmonieorkest).

## Composities

### Werken voor banda (harmonieorkest)
- 1988 Alhakem, marcha mora
- 1995 Caballeros de Navarra, marcha cristiana
- 1997 Emires Almorávides, marcha mora
- 1998 Rifeño, marcha mora (1e Prijs op het "I Concurso de Música Festera de Callosa d'en Sarriá")[1]
- 1999 De Caravaca a Onteniente, marcha mora
- 2000 Sentir Almogávar, marcha cristiana
- 2000 Templarios de Caravaca 2, marcha cristiana (1e Prijs op het VI Concurso de Composición de Música Festera "Villa de Benidorm")
- 2003 Juanito el Jarry, paso-doble
- 2006 Sonidos del Argos, poema sinfónico
- 2009 Mirenos de Caudete, paso-doble(1e Prijs op het " Certamen Ciudad de Benidorm")
- 12 de Junio, paso-doble (2e Prijs op het "X Concurso Nacional de Composición de Pasodobles de Pozo Estrecho")
- Agrupación Musical San Sebastian, paso-doble
- Capricho de mayo, marcha mora
- Cristianos de la Vera Cruz, marcha cristiana
- Dragones Rojos, marcha mora
- Halcones del desierto, marcha mora
- Jeque, marcha mora
- Orgullo Santiaguista, paso-doble (2e Prijs op het "VIII Concurso Nacional de Composición de Pasodobles de Pozo Estrecho")
- Reina Paloma, paso-doble (3e Prijs op het "I Concurso Nacional de Composición de Pasodobles de Pozo Estrecho")

## Media
1. ↑  Rifeño, marcha mora door Banda Sinfónica de Ateneo Musical y Enseñanza "Banda Primitiva" de Llíria. Gearchiveerd op 6 augustus 2023.